# Іосіфов Дмитро Володимирович
Дмитро Володимирович Іосіфов (нар. 22 жовтня 1965, Мінськ, БРСР, СРСР) — радянський, білоруський і російський актор театру і кіно, кінорежисер і сценарист.

## Біографія
Дмитро Іосіфов народився 22 жовтня 1965 в Мінську в сім'ї інженера і біолога. Старший і молодший брати — Андрій (р. 1963) і Микола (р. 1977), зараз працюють програмістами.
У віці 9 років був помічений асистентом режисера студії «Білорусьфільм» і затверджений на роль Буратіно у фільмі «Пригоди Буратіно», яка прославила хлопчика (спочатку Дмитро пробувався на Арлекіна). Після фільму пропозиції зніматися стали надходити до нього одне за іншим.
Закінчивши школу, Дмитро вступив до ВДІКу, де вчився на курсі Олексія Баталова. Після закінчення ВДІКу Йосипів був розподілений в Мінськ, де працював в Мінському театрі-студії кіноактора. У той час він багато знімався на різних кіностудіях, але найбільше ролей він зіграв в картинах студії «Ленфільм». Паралельно навчався режисерського майстерності на кінофакультеті Білоруської державної академії мистецтв (майстерня В. Турова) .
Наприкінці 1990-х років повернувся в Москву, де почав кар'єру режисера.
Станом на 2009 рік зняв близько сорока рекламних роликів (фірми Tefal, Panasonic, Dilmah).
У 1998 році був режисером гумористичного скетч-шоу «Маленька смішна передача», що виходив на каналі НТВ.
У 2002 році на запрошення Костянтина Ернста став одним з режисерів другого сезону реаліті-шоу «Останній герой» на «Первом канале».
Через 2 роки також знімав реаліті-шоу «12 негренят» для телеканалу ТНТ.
З 2005 року режисирує телевізійні серіали і фільми.

## Родина
Дружина Наталія — художник по костюмах. Є сини: Андрій (нар. 2 травня 1987), Антон (рід. 1994) і Артем (рід. 2005).
Андрій Іосіфов із 2009 року працює оператором в різних телесеріалах.